# Susanne Alfvengren
Susanne Irene Lund Alfvengren (Visby, 12 febbraio 1959) è una cantante svedese.

## Biografia
Magneter (1984), primo album in studio della cantante, ha raggiunto la 6ª posizione della Sverigetopplistan. Ögon man aldrig glömmer, uscito l'anno seguente, si è posizionato in un posto più in basso nella classifica svedese.
Ibland så liten (1988) si è fermato alla 12ª posizione della graduatoria nazionale, mentre Nakna mellan himmel och jord (2002) ha conquistato il 17º posto.

## Discografia

### Album in studio
- 1984 – Magneter
- 1985 – Ögon man aldrig glömmer
- 1988 – Ibland så liten
- 1988 – Tidens hjul
- 1989 – Susanne alfvengrens bästa
- 1992 – I nattens sken
- 2000 – Hur mycket väger månen
- 2002 – Nakna mellan himmel och jord

### Singoli
- 1984 – När vi rör varann/Så nära
- 1988 – Vem har rätt
- 1991 – In i drömmarnas land
- 1992 – Sommarkort (En stund på jorden)
- 2000 – Nära
- 2000 – Se havet
- 2000 – Då minns jag
- 2002 – Nakna mellan himmel och jord
- 2005 – Basilika
- 2006 – Ängarna av guld
- 2009 – Du är älskad där du går